# Veronica Rocca
Veronica Rocca (Pinerolo, 1964) è un'attrice teatrale e regista teatrale italiana.
Dal 1995 è attrice e regista della compagnia A.R.S. Teatrando di Biella. È attiva fra Piemonte e Liguria, dove tiene regolarmente spettacoli.

## Biografia
Diplomatasi nel 1986 alla Civica Scuola d'Arte Drammatica "Paolo Grassi" di Milano, Rocca ha iniziato l'attività di attrice nello stesso anno con il Centro Teatrale Bresciano diretta da Nanni Garella. Ha poi lavorato nel 1987 con il gruppo Cricot 2 di Tadeusz Kantor.

## L'esperienza con la "Tosse" di Genova
Ha legato il suo nome dal 1988 alla cooperativa del teatro della Tosse di Genova, di cui è divenuta socia nel 1994. Ha avuto come registi, fra gli altri, Tonino Conte e Aldo Trionfo. Ha svolto, fino alla metà degli anni novanta anche attività di doppiaggio e di prosa radiofonica, prendendo parte a sceneggiati registrati nelle sedi RAI di Genova e Milano.
Nel 2009 si è esibita come attrice e cantante, accompagnata al pianoforte da Andrea Manzoni, in un recital di canzoni del teatro di varietà Noi siam come le lucciole, su testi di Beppe Anderi e regia di Paolo Zanone, messo in scena nella piazzetta degli Artisti a Bonda (BI). Lo spettacolo era stato portato precedentemente in scena nel dicembre 2008 al teatro Regina Margherita di Piedicavallo, sempre in provincia di Biella.

## Attività didattica
Dagli anni duemila si è avvicinata alla regia teatrale e all'insegnamento di recitazione. In particolare, nel 2002-2003 ha insegnato dizione e fonetica al corso per attori e registi della stessa Civica Scuola d'Arte Drammatica "Paolo Grassi" di Milano, presso cui si è diplomata. Contestualmente ha tenuto laboratori di lettura espressiva per scuole e biblioteche mentre per il centro studi "Holden" di Torino ha preso parte all'evento diretto da Alberto Jona Due giorni per raccontare la città.

## Spettacoli di prosa
Fra gli spettacoli allestiti dalla compagnia dalla cooperativa del Teatro della Tosse cui Rocca ha preso parte come interprete figurano:
- I Castelli di Barba Blu. Primo episodio: Sentieri sotterranei, di Tonino Conte, regia dell'autore
- Il soldato di sventura, di Tonino Conte, regia di Enrico Campanati
- Però peccato, era una gran puttana, di Aldo Trionfo, da Tis pity she's a whore, di John Ford (drammaturgo), regia dell'autore[3]
- I "Dialoghi" di Luciano, da Luciano di Samosata, 1994[4]
- Ho la Tosse da trent'anni, spettacolo per il trentennale di attività del teatro, dicembre 2005[5]
- Il solitario ovvero che inenarrabile casino!, di Eugène Ionesco, regia di Emanuele Conte, 2006
- La mia scena è un bosco - Racconti e incontri in una notte d'estate, di Emanuele Luzzati, stagione 2007-2008, Compagnia del Teatro della Tosse-G.O.G.-Giovine Orchestra Genovese, presentato al Teatro Regio di Torino[6]

## Attività di regia
Regie per A.R.S. Teatrando di Biella:
- Aligapù, 2003;
- La vispa Teresa e i cavoli a merenda, ovvero il sogno del Signor Bonaventura, 2007-2008

## Doppiaggio

### Videogiochi
- Maheen in Diablo III (2012)[8]
- Diana Burnwood in Hitman: Absolution (2012)[9]
- Ana Amari in Heroes of the Storm (2015),[10] Overwatch (2016),[11] Overwatch 2 (2022)[12]
- Regina ragno in Heroes of the Storm (2015)[10]
- Vittoria I in Assassin's Creed: Syndicate (2015)[13]
- Censore Ingram in Fallout 4 (2015)[14]
- Tyra Karn in Destiny 2 (2017)[15]
- Oracolo in Call of Duty: Black Ops IIII (2018)[16]
- Nana in Far Cry New Dawn (2019)[17]
- Darikka in Horizon Forbidden West (2022)[18]
- Voce degli adulti in Park Beyond (2023)[19]